# Rosa María Martinón Corominas
Rosa María Martinón Corominas (Gáldar, 21 de julio de 1931) es creadora del orfeón del Colegio Cardenal Cisneros de Gáldar e impulsora del Certamen regional de piano Pedro Espinosa Lorenzo.

## Trayectoria
Estudió bachillerato en colegio Las Teresianas y posteriormente se licenció en Filosofía y Letras por la Universidad de La Laguna. Su carrera profesional la desarrolló como profesora de Lengua y Literatura, impartiendo clases en diversos centros educativos como el colegio Cardenal Cisneros de Gáldar; el colegio de Las Dominicas de Santa María de Guía, en el antiguo Instituto de Enseñanza Media de Santa María de Guía de Gran Canaria o el Instituto de Enseñanza Secundaria Saulo Torón, donde se jubiló. Su labor como docente fue reconocida a nivel institucional con la Cruz de la Orden Civil de Alfonso X el Sabio.
En el campo de la música, destaca su impulso para la puesta en marcha del orfeón del Colegio Cardenal Cisneros que dio lugar a la constitución de la primera coral de la ciudad de Gáldar. En el 2004 impulsó la restauración del órgano de la Iglesia de Santiago de Gáldar.

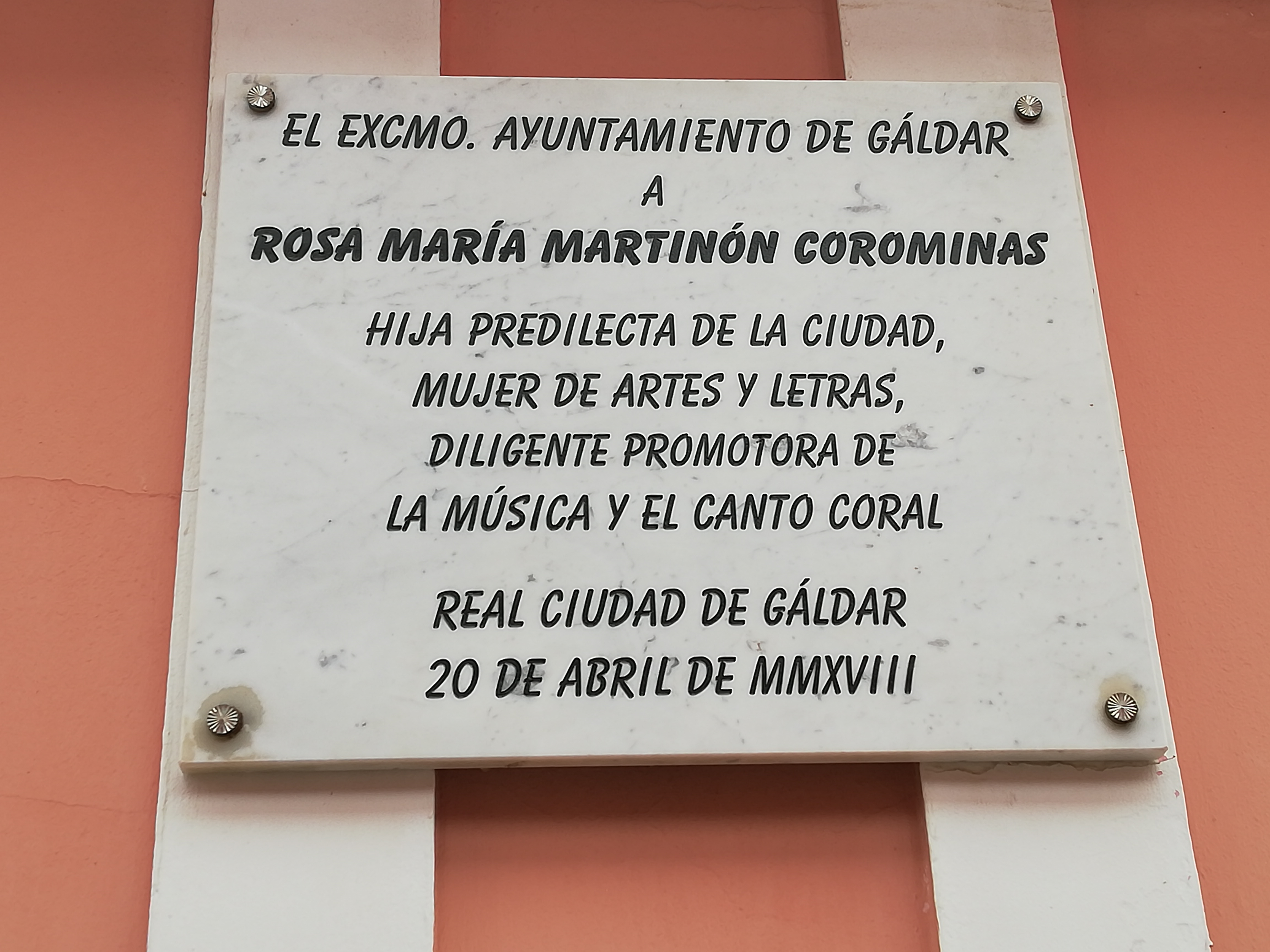
Placa conmemorativa Rosa María Martinón

Promovió el Certamen regional de piano Pedro Espinosa, que lleva el nombre del pianista natural de Gáldar con el fin de promocionar la carrera de jóvenes pianistas canarios. El certamen se celebró desde 1981 a 2007.
Es autora de diversas partituras que han sido versionadas por grupos folclóricos canarios como Los Cebolleros y Farallón de Tábata y ha colaborado en la musicalización de letras creadas por el pintor Antonio Padrón, con quien mantuvo amistad. Precisamente en 2012 donó a la Casa Museo Antonio Padrón, Centro de Arte Indigenista de Gáldar dedicado a la obra de Padrón, el cuadro titulado La pescadora, siendo una de las primeras donaciones que recibió la Casa Museo.
Es autora del texto Querencias. El sonido de la ausencia un trabajo que incluye texto literario a cargo de Martinón Corominas; partituras musicales a cargo de José Brito López y fotografías a cargo de Víctor M. Muñoz Arocha.
En julio de 2023, se publicó su primera obra literaria Una dama de Agáldar, bajo la dirección de la periodista Josefa Molina. El libro cuenta con prólogos del poeta y Premio Canarias de Literatura, Ángel Sánchez, y del cronista oficial de Gáldar, Juan Sebastián López García.

## Reconocimientos
La ciudad del Gáldar la nombró Hija Predilecta en 2016, en reconocimiento a su labor como “Mujer de Artes y Letras, Diligente Promotora de la Música y el Canto Coral de Gáldar".
En abril de 2018, su labor a favor de la promoción de la cultura y las artes fue reconocida mediante un homenaje en el marco de la primera edición del Encuentro de Letras y Versos Atlánticos (ELVA) celebrado en el municipio de Gáldar.